# Catharina Herdler
Catharina „Käthe“ Herdler (* 14. April 1892 in Wartha, Landkreis Frankenstein; † 20. Oktober 1981 in Detmold) war eine deutsche Politikerin (SPD).
Käthe Herdler war in einer Höheren Mädchenschule und besuchte bis 1911 ein Lehrerinnenseminar in Breslau. Sie arbeitete zunächst als Lehrerin, später in der Schulverwaltung. 1926 trat sie in die SPD ein und in der  „Arbeitsgemeinschaft sozialistischer Lehrer“ aktiv. Nach der „Machtergreifung“ der Nationalsozialisten 1933 wurde Herdler aus politischen Gründen aus dem Schuldienst entlassen und wurde arbeitslos. Von 1937 bis 1945 konnte sie als Apothekergehilfin arbeiten. Am Ende des Zweiten Weltkriegs musste sie Schlesien verlassen.
1945 wurde Herdler Schulleiterin in Berlin-Kreuzberg. Bei der ersten Berliner Wahl 1946 wurde sie in die Stadtverordnetenversammlung von Groß-Berlin gewählt. Bei der folgenden Wahl 1948 kandidierte sie erfolglos und verließ 1949 Berlin.